# بازان (آستانه اشرفیه)
بازان، روستایی از توابع بخش مرکزی شهرستان آستانه اشرفیه در استان گیلان ایران است. این روستا در دهستان کیسم قرار دارد و براساس سرشماری مرکز آمار ایران در سال ۱۳۹۵، جمعیت آن ۲۸۴ نفر بوده‌است.

## جمعیت
این روستا در دهستان کیسم قرار دارد و براساس سرشماری مرکز آمار ایران در سال ۱۳۸۵، جمعیت آن ۲۸۴ نفر بوده‌است.